# Шкробово
Шкробово (укр. Шкробове) — село в Сновском районе Черниговской области Украины. Население 122 человека. Занимает площадь 0,567 км².
Код КОАТУУ: 7425888207. Почтовый индекс: 15251. Телефонный код: +380 4654.

## Власть
Орган местного самоуправления — Суничненский сельский совет. Почтовый адрес: 15223, Черниговская обл., Сновский р-н, с. Суничное, ул. Коновалова, 2а.